# Parastrangalis munda
Parastrangalis munda là một loài bọ cánh cứng trong họ Cerambycidae.